# Cerimônia de abertura dos Jogos Pan-Americanos de 2019
A Cerimônia de abertura dos Jogos Pan-Americanos de 2019 ocorreu em 26 de julho de 2019, no Estádio Nacional do Perú em Lima, no Perú. A produção das cerimónia dos Jogos esteve a cargo da empresa italiana Balich Worldwide Shows. Com este evento, o percurso da Tocha dos Jogos Pan-Americanos de 2019 foi finalizado, com a ignição da pira por Cecilia Tait durante a cerimônia de inauguração.
As entradas para a cerimônia custaram entre S/20 a S/400, esgotando-se as entradas via internet rapidamente. Estima-se que ao redor de 400 milhões de pessoas observaram por televisão a Cerimónia de Inauguração dos Jogos Pan-Americanos Lima 2019.

## Antecedentes

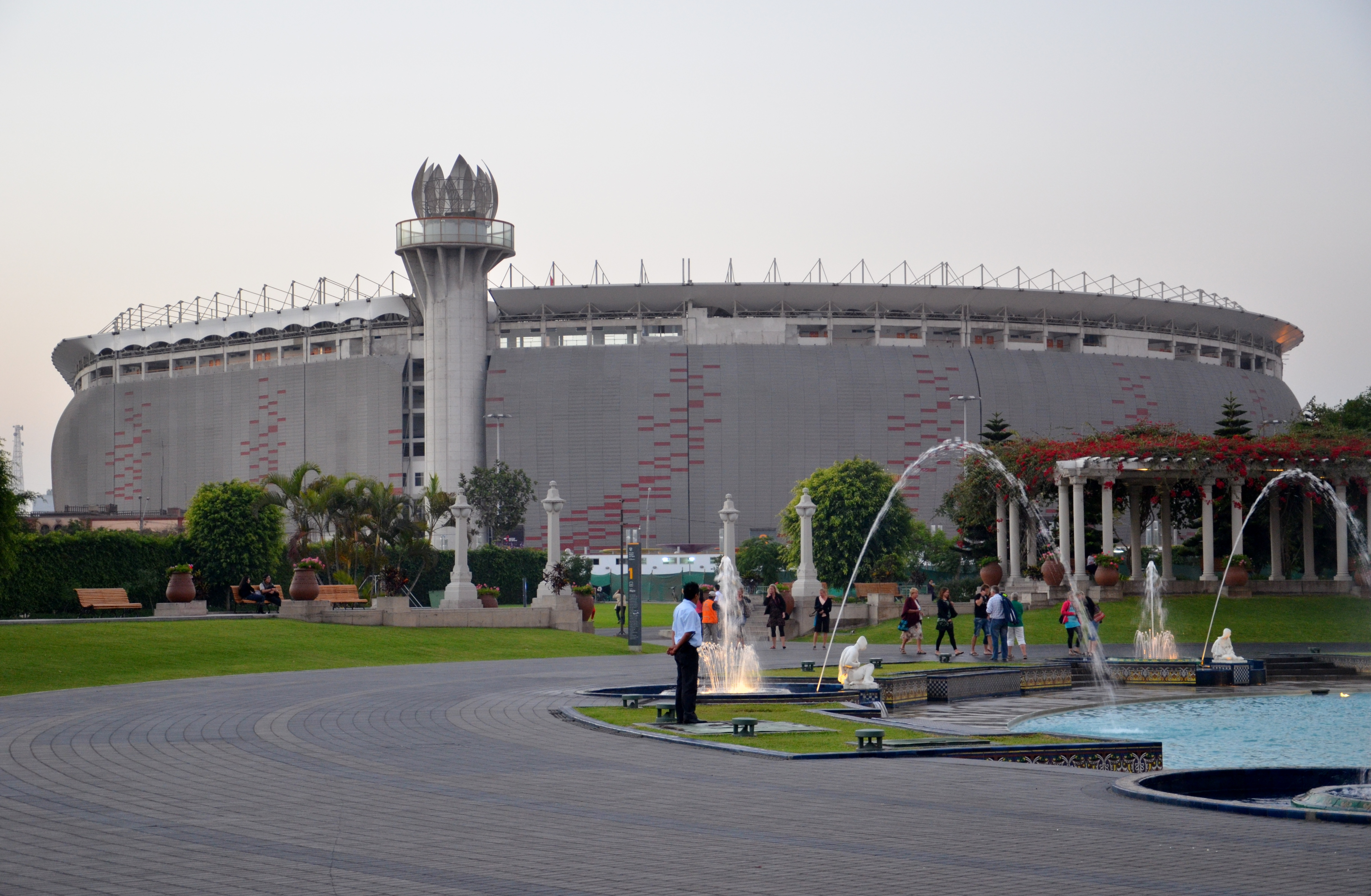
A cerimônia de abertura dos Jogos Pan-Americanos em Lima 2019 aconteceu no Estádio Nacional

Na manhã de 26 de julho de 2019, a expectativa começou com o lançamento de um doodle colorido, que o Google lançou para comemorar o dia da cerimônia de abertura do evento, sendo a primeira vez que o Google celebra os Jogos Pan-Americanos com um doodle. Quase um mês antes de ter sido anunciado que na cerimônia, o cantor porto-riquenho Luis Fonsi estaria lá, gerou uma expectativa muito maior e, assim como foi anunciado, o tenor peruano Juan Diego Flórez participaria da mesma cerimônia.
A abertura de Lima 2019 se  partir das 18:00 horas (Lima e CDMX). O violinista peruano Pauchi Sasaki foi o responsável pela musicalização da cerimônia. O trabalho coreográfico foi dirigido por Vania Masías; enquanto a composição de todas as músicas que foram apresentadas no palco são arranjos de Lucho Quequezana. O tenor peruano Juan Diego Flórez, preferiu manter seu repertório em reserva. Sendo seguido pelo porto-riquenho Luis Fonsi, que também esteve no palco dos Jogos Pan-americanos de 2019. Eva Ayllón, Sandra Muente, Shantall Young, Guillermo Bussinger e Pelo D'Ambrosio também fizeram parte da cerimônia de inauguração. Eles foram acompanhados por 1.700 artistas, incluindo dançarinos, acrobatas e músicos ao vivo.

## Cerimônia
Referências aos povos originarios, a cultura, a geografia e a arte nacionais descreveram a cerimónia de inauguração dos Jogos Pan-Americanos Lima 2019, com a participação de 1.700 artistas, entre bailarinos, acróbatas e músicos, bem como o cantor porto-riquenho Luis Fonsi e o tenor peruano Juan Diego Flórez.
A imagem constante e unificadora do espetáculo foi um cenário colossal, em forma de montanha inspirada no Nevado Pariacaca, uma montanha chave para a visão de mundo dos Incas na Cordilheira dos Andes. Nisto, os logos de todos os Jogos Pan-Americanos foram projetados, desde os Jogos Pan-Americanos de Buenos Aires de 1951, enquanto se fazia uma contagem regressiva para o início da cerimônia.
O show inaugural dos Jogos Pan-americanos de 2019 começou às 19h (horário peruano) com um grande jogo de luzes. Minutos depois foi ouvido o poema chamado "El Perú", de Marco Martos, recitado em 50 línguas do país (também considerando a língua de sinais). A versão em espanhol foi recitada no palco pela primeira atriz Delfina Paredes, que deu voz à Pachamama durante a cerimônia. Um dos destaques foi a entonação do Hino Nacional em língua de sinais, enquanto a bandeira nacional foi hasteada.
Mais tarde, apareceram chasquis no palco, que fizeram uma competição amistosa com fondistas modernos, que personificaram os 41 países que participam desses Jogos, realizando uma coreografia derivada da dança da tesoura . Este segmento foi baseado no ritual Inca do Huarachicuy .
Momentos depois, a primeira atriz local, Delfina Paredes, recitou outro poema, enquanto desenhava constelações na montanha, incluindo o Yacana. Posteriormente, pescadores em cavalos totora e surfistas modernos apareceram no palco, incluindo Rocío Larrañaga, enquanto o distrito de Miraflores e a Costa Verde de Lima foram refletidos na montanha.
Em seguida, um total de 15 casais dançou os cinco estilos de navegação: o Lima, o norte, o Puno, o Ayacuchana e o Lamista. Às 7:24h, cavalos passando o ritmo de um marinheiro peruano, dançarinos com vestidos da flor de Salamanca e gavetas vestidas de vermelho e branco criaram uma coreografia espetacular.
Às 7:30 da noite, o guitarrista e compositor Charlie Parra del Riego deslumbrou uma guitarra solo em cima da representação do Nevado Pariacaca na companhia de um grupo de percussão que fez uma comemoração ressoar com uma taxa de 264 canjóns. Mais tarde, o cantor e compositor Guillermo Bussinger, o músico Pelo D'Ambrosio e os cantores Sandra Muente e Shantall apresentaram a música "We Play All", a música oficial dos Jogos Pan-Americanos e Parapan-Americanos .
Por volta das 19:36h, o desfile de delegações havia começado com a Argentina; Foi realizado com base na música "My car was a frog" de Pedro Suárez Vértiz . A música "Hoy", escrita por Gianmarco e tocada na voz de Gloria Estefan, também foi ouvida antes da entrada da delegação das Bahamas. Como "Como faço isso?" de Ezio Oliva, Anna Carina com sua música "Callao" e "Akundún" de Miki González fizeram parte da cortina musical na entrada das 41 diferentes delegações. Finalmente, e como é tradição neste tipo de cerimônias esportivas, a delegação peruana foi a última a sair ao campo do Estado Nacional com 592 atletas ao som de "Cariñito" e "Ya se ha muerto mi abuelo" do grupo Bareto local. Os portadores de cada delegação apareceram vestidos de ekekos e carregando um cartaz com o nome do país na arte chicha de Elliot Túpac, enquanto uma paisagem famosa do país era projetada na montanha que desfilava naquele tempo no modo de mapeamento .
Às 8:31h foi realizado um ritual místico de pagamento à Pachamama (Mãe Terra). Os participantes na abertura de Lima 2019 cantaram em voz alta "Como eu não vou te amar", enquanto alguns atores escalaram a montanha, fingindo ser turistas e mostrando diferentes paisagens do Peru. Eles acabaram na selva peruana, com centenas de voluntários encenando a flora e a fauna que vivem na Amazônia, além de prestar homenagem aos xamãs e ao aparecimento do Yacumama refletido na montanha, baseado na arte kene de Olinda Silvano.
Às 8h38, eles entraram no comitê representando as fusões culinárias que são vividas no Peru, como os japoneses, os chineses, os africanos e os espanhóis, para citar alguns. De Lima, apareceu o chef de Lima Mitsuharu Tsumura, mais conhecido como "Misha".
Então o poema "Raízes profundas que nos unem à terra" foi ouvido, recitado pela primeira atriz Delfina Paredes, e depois homenageou os teares peruanos. Às 20:46 horas, a voz de Yma Súmac, a soprano que destacou o Peru nos anos 50, soou especialmente, com uma vibrante interpretação futurista de "The condor passes" pelo violinista e artista experimental Pauchi. Sasaki, enquanto havia um espectacular desfile peruano de 18 designers, seguido pelo aparecimento das tapas de Lima e uma encenação da vida na época colonial.
Mais tarde, as encostas da montanha foram usadas como tela na qual se projetava o rosto de Chabuca Granda, cantora e compositora do folclore peruano, que morreu em 1983. E quando sua voz ressoou em uma gravação dizendo "Eu te amo, Peru", Alguns segundos depois entrou em cena o renomado tenor Juan Diego Flórez, que se juntou a ele na interpretação de "A Bela Adormecida" e depois cantou "La Flor de la Canela" . Nas últimas notas, todos os presentes se levantaram, incluindo o Presidente da República, Martín Vizcarra, entre os participantes de honra na gala inaugural. A parte artística da cerimônia terminou com uma representação da cultura Chicha, enquanto a colina de San Cristóbal foi projetada na montanha e os nomes dos países que participaram do estilo como eles apareceram nos cartazes de cada delegação.
Os discursos do presidente da COPAL, Carlos Neuhaus e Martín Vizcarra, presidente do Peru, continuaram. 
"Estimados amigos de los 41 países de América y el mundo, Bienvenidos sean todos ustedes a la mayor fiesta deportiva del continente, el Perú, tierra de grandes culturas y de una historia milenaria, los recibe con los brazos abiertos. Hoy 26 de julio declaró solemnemente inaugurados los décimo octavos Juegos Panamericanos Lima 2019"— Martín Vizcarra Cornejo, Presidente del Perú; en la Ceremonia de Inauguración de los Juegos Panamericanos Lima 2019
 O segredo mais bem guardado das cerimônias de abertura foi revelado abaixo. Cecilia Tait, integrante da seleção peruana de vôlei que conquistou a medalha de prata olímpica em Seul, em 1988, foi responsável pela iluminação do pebetero, cujo projeto foi baseado em uma imagem do sol cuja base representa o Intihuatana. Antes de ligar, os dançarinos personificaram diferentes culturas pré-hispânicas peruanas entraram no palco, enquanto huacas diferentes apareceram na montanha. Isso deu origem a Edith Noeding, carregando a tocha pan-americana. Posteriormente, Ariana Baltazar Miñán (judoca) e Carlos "Nano" Fernández (tenista de mesa) assumiram, representando as novas gerações. Eles escalaram a montanha para levar a tocha a Lucha Fuentes, multi-campeão sul-americano e medalhista pan-americano, responsável por levar o fogo pan-americano ao topo e dar a Cecilia Tait o posto de "Esquerda Dourada", um dos melhores jogadores de vôlei. Peruanos de toda a história.
Com isso, o cantor e músico porto-riquenho Luis Fonsi fechou a inauguração dos Jogos Lima 2019, cantando “Impossible” com Leslie Shaw, além de “Calypso”, “Blame Me”, “ Turn around”, “No me doy por vencido", " Party Anima " e  Despacit " antes de uma grande exibição de dançarinos, seguida por um extraordinário jogo de fogos de artifício.